# Атлантическая сельдевая акула
Атлантическая сельдевая акула, или обыкновенная сельдевая акула, или ламна (лат. Lamna nasus) — один из двух видов рода Lamna семейства сельдевых акул. Близкородственна тихоокеанской сельдевой акуле (Lamna ditropis) и занимает её экологическую нишу в Северной Атлантике. Эти акулы широко распространены в прохладных и умеренных водах Северной Атлантики и Южного полушария. Средний размер атлантических сельдевых акул составляет около 2,5 м, а масса 135 кг. Акулы, принадлежащие к североатлантической популяции, крупнее своих южных сородичей. Кроме того, у них отличаются окраска и жизненный цикл.
Атлантические сельдевые акулы целиком окрашены в различные оттенки серого цвета. У них плотное туловище, которое сужается к хвостовому стеблю, рыло удлинённое и заострённое. Грудные плавники и первый спинной плавник крупные, брюшные плавники, второй спинной и анальный плавники крошечного размера. Хвостовой плавник имеет форму полумесяца. Зубы оканчиваются центральным остриём, имеется два небольших боковых зубчика. У каудального основания первого спинного плавника расположено белое пятно. Хвостовой стебель оснащён двумя латеральными килями.
Атлантические сельдевые акулы являются хищниками, их рацион в основном состоит из костистых рыб и головоногих. Они охотятся как в водной толще, так и у дна. Чаще всего этих акул можно наблюдать на богатых добычей подводных банках, расположенных по внешнему краю континентального шельфа. Они встречаются как у берега, так и в открытом море на глубине до 1360 м. Совершают сезонные миграции на большие расстояния, перемещаясь между мелководьем и глубокими водами. Это очень активные и быстрые акулы, которые, подобно прочим представителям семейства сельдевых акул, способны поддерживать температуру тела выше температуры окружающей среды. Встречаются как в одиночку, так и стаями. Вероятно, они способны демонстрировать поведение, подобное игровому. Атлантические сельдевые акулы размножаются бесплацентарным живорождением с оофагией. Самки, как правило, приносят потомство ежегодно. В среднем в помёте 4 новорождённых.
Вид представляет некоторую опасность для человека. Является объектом спортивного рыболовства. Мясо этих акул употребляют в пищу, оно высоко ценится. Целевой промысел атлантических сельдевых акул привёл в 1950 годах к коллапсу популяции в восточной части, а в 1960-х — в западной части Северной Атлантики. В целом Международный союз охраны природы присвоил виду охранный статус «Уязвимый», а в различных частях северного ареала «Вымирающий» и «На грани исчезновения».

## Таксономия
Первое научное описание атлантической сельдевой акулы сделал французский натуралист Пьер Жозеф Боннатерре в 1788 году на основе более раннего отчёта, составленного в 1769 году уэльским натуралистом Томасом Пеннантом. Боннатерре назвал новый вид Squalus nasus (от лат. squalus — «акула» и лат. nasus — «нос»). В 1816 году французский натуралист Жорж Кювье отнёс атлантическую сельдевую акулу к отдельному подроду, который позднее был выделен в самостоятельный род.
Этимология англоязычного названия атлантической сельдевой акулы англ. porbeagle пока окончательно не выяснена. Считается, что оно представляет собой комбинацию слов англ. porpoise — «морская свинья» и англ. beagle — «бигль», что объясняется формой тела этой акулы и её охотничьими повадками. Согласно другой гипотезе оно происходит от корнских слов porpoise — «гавань», «порт» и bugel — «пастух». В Оксфордском словаре английского языка говорится, что это слово было либо заимствовано из корнского языка, либо образовано от корнского слова, означавшего «гавань», и английского слова «бигль», однако ни одно из предложенных корнеобразующих слов корнского языка не подходит полностью. В Словаре отмечено, что нет доказательств связи со словами фр. porc — «свинья» или англ. porpoise.

## Филогенез и эволюция
Несколько филогенетических исследований, проведённых на основании морфологических характеристик и последовательностей митохондриальной ДНК, выявили близкое родство атлантической сельдевой акулы и лососёвой акулы, которая занимает аналогичную экологическую нишу в северной части Тихого океана. Род сельдевых акул появился 65—45 миллионов лет назад. Неизвестно, когда разделились два существующих ныне вида, хотя, вероятно, этому поспособствовало формирование в Северном Ледовитом океане полярной шапки, которая изолировала северо-тихоокеанскую популяцию акул от северо-атлантической.
Ископаемые остатки атлантических сельдевых акул, обнаруженные в Бельгии и Нидерландах, датируются эпохой позднего миоцена (около 7,2 млн лет назад); окаменелости, найденные в Бельгии, Испании и Чили, относятся к плиоцену (5,3—2,6 млн лет назад), а ещё одни нидерландские ископаемые — к плейстоцену (2,6 млн лет назад — 12000 лет до н. э.). Однако окаменелые зубы сельдевой акулы, очень похожие на зубы атлантических сельдевых акул, которые были обнаружены у берегов Антарктического полуострова, датируются эпохой среднего или позднего эоцена (50—34 млн лет назад). Классификация вымерших сельдевых акул затруднена высокой вариабельностью морфологии их зубов.

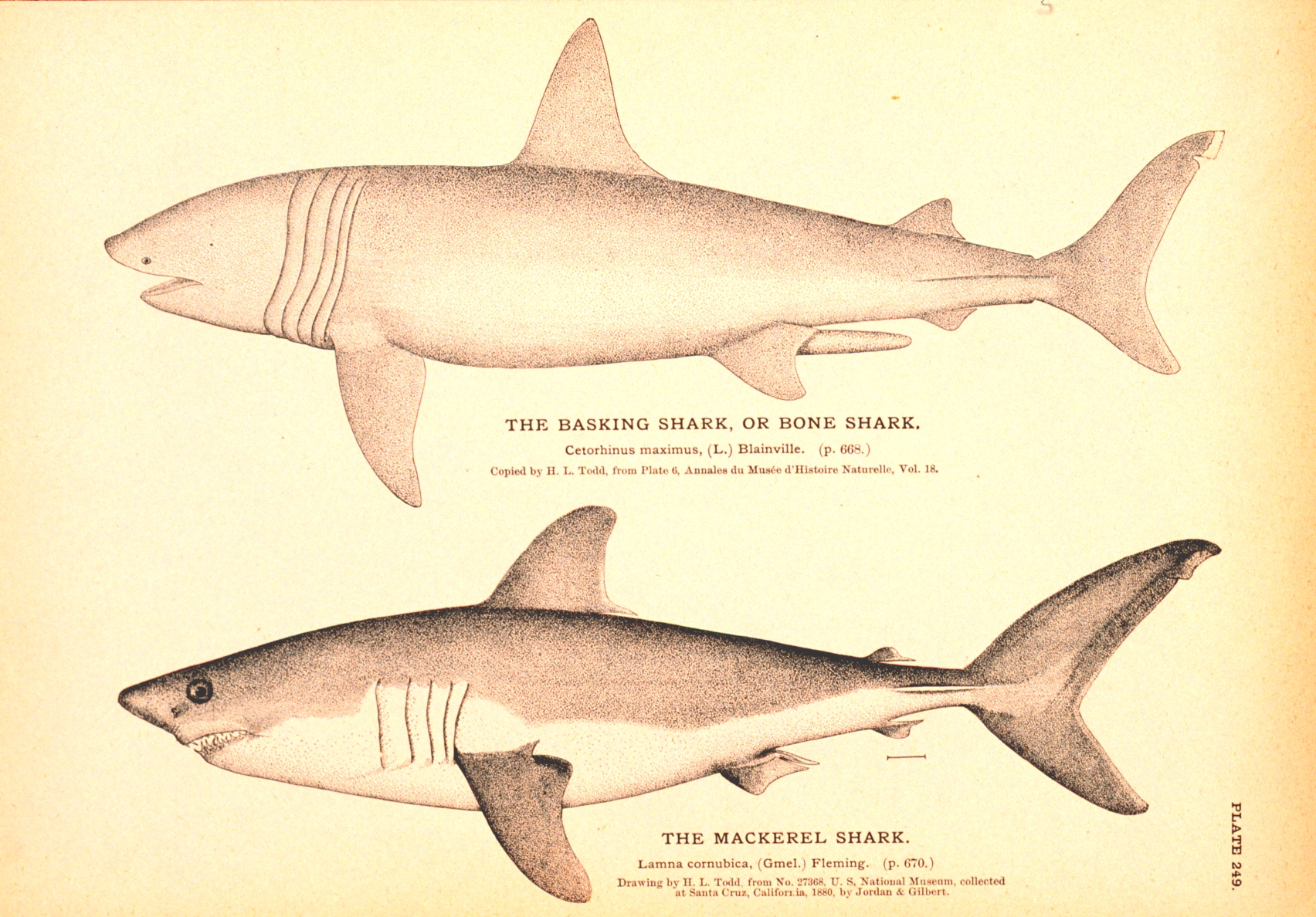
Историческая иллюстрация, изображающая промысловые виды акул: гигантскую акулу и атлантическую сельдевую акулу под устаревшим названием Lamna cornubica

## Ареал
Атлантические сельдевые акулы широко распространены в умеренных водах; в тропических морях они не встречаются. Они занимают экологическую нишу, аналогичную нише лососёвых акул в северной части Тихого океана. Ареал разделён на две части. Первая расположена в северной части Атлантического океана (от Северной Африки и Средиземного моря на юге до берегов Скандинавии и Гренландии на севере), включая Баренцево и Белое море (между 30° и 70° с. ш.). Акулы, принадлежащие северо-атлантической популяции, лишь изредка заплывают к берегам Южной Каролины и в Гвинейский залив, однако беременные самки, обитающие в западной части Северной Атлантики, приносят потомство в Саргассовом море и даже в водах Гаити. Вторая часть ареала — полоса в Южном полушарии примерно между 30° и 50° ю. ш. (воды, омывающие южные берега Южной Америки, Африки, Австралии и Новой Зеландии). Существует гипотеза, согласно которой атлантические сельдевые акулы заселили южное полушарие во время оледенения, начавшегося в четвертичный период (начиная с 2,6 млн лет назад), когда тропическая климатическая зона была существенно у́же, чем сегодня.

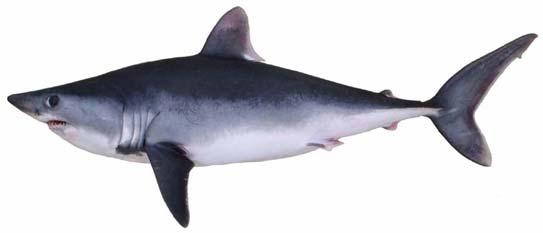
У атлантических сельдевых акул очень плотное туловище

Атлантические сельдевые акулы предпочитают держаться в открытом море на подводных банках, богатых добычей, хотя их можно встретить как у берега на мелководье, так и на глубине до 1360 м. Они населяют всю толщу воды. Есть единичные данные о присутствии неполовозрелых атлантических сельдевых акул в солоноватых водах Мар Чикита, Аргентина. Мечение акул у Британских островов помогло выявить существенные вариации краткосрочных перемещений этого вида. Вертикальные миграции увеличиваются на глубине и зависят от температурной стратификации воды; в мелкой нестратифицированной воде акулы совершают суточные обратные перемещения, проводя день на мелководье и опускаясь ночью на глубину. В глубоких стратифицированных водах акулы совершают регулярные суточные миграции, проводя день под термоклином и поднимаясь ночью к поверхности. Атлантические сельдевые акулы предпочитают температуру воды от 5 °С до 10 °C, хотя их температурный диапазон составляет от 1 °С до 23 °C.
Популяции атлантических сельдевых акул, обитающие в Северном и Южном полушариях, полностью изолированы друг от друга. В Северном полушарии имеются две субпопуляции — восточная и западная, которые редко пересекаются. Известна лишь одна акула, которая переплыла Атлантику от Ирландии до Канады, проделав путь длиной 4260 км. В Южном полушарии также имеются отдельные субпопуляции. У акул этого вида в Северной Атлантике наблюдается сегрегация по размеру и полу, а в Южном полушарии, по крайней мере, по размеру. Например, соотношение количества самцов к самкам у берегов Испании равно 2:1, в водах Шотландии самок на 30 % больше, чем самцов, а в Бристольском заливе преобладают неполовозрелые самцы. Крупные взрослые акулы встречаются в более высоких широтах по сравнению с молодыми.
Атлантические сельдевые акулы совершают сезонные миграции как в Северном, так и в Южном полушарии. В западной части Северной Атлантики бо́льшая часть популяции проводит весну в глубоких водах на континентальном шельфе Новой Шотландии, а поздним летом уплывает на север на расстояние 500—100 км на мелководье Большой Ньюфаундлендской банки и в залив Святого Лаврентия. В декабре крупные взрослые самки мигрируют на юг на расстояние свыше 2000 км в Саргассово море, где приносят потомство, днём держась на глубине более 600 м, а ночью поднимаясь до 200 м, чтобы оставаться в прохладных водах под Гольфстримом. В восточной части Северной Атлантики атлантические сельдевые акулы проводят лето в мелких водах континентального шельфа, а зимой рассредотачиваются в северном направлении в глубине открытого моря. В ходе миграций акулы могут преодолевать расстояния до 2300 км, однако, достигнув цели путешествия они предпочитают оставаться на довольно ограниченной территории. Популяция Южного полушария зимой перемещается на север выше 30° ю. ш. в субтропические воды, а весной возвращается на юг ниже 35° ю. ш., где их часто встречают у субантарктических островов.

## Анатомия и внешний вид
У атлантических сельдевых акул плотное, коренастое веретенообразное тело. Длинная коническая голова оканчивается заострённым рылом, которое поддерживают увеличенные хорошо кальцинированные ростральные хрящи. Глаза крупные, чёрные; третье веко отсутствует. Маленькие S-образные ноздри расположены перед и ниже глаз. Рот крупный, сильно изогнут, челюсти немного выступают. У северо-атлантических акул имеются 28—29 верхних и 26—27 нижних зубных рядов, а у акул из Южного полушария — 30—31 верхних и 27—29 нижних. Зубы практические прямые, но с сильно изогнутым основанием; имеют шиловидное центральное остриё и небольшие боковые зубчики, развитые лучше, чем у тихоокеанской сельдевой акулы (у всех остальных современных представителей семейства Lamnidae они отсутствуют). Передние зубы почти симметричны, задние скошены назад. 5 пар длинных жаберных щелей расположены перед грудными плавниками.
Грудные плавники длинные и узкие. Первый спинной плавник высокий и крупный, вершина закруглена, основание лежит позади грудных плавников. Брюшные, анальный и второй спинной плавники крошечные. По бокам хвостового стебля пролегают выступающие латеральные кили. Под основной парой килей имеется пара вторичных укороченных килей. Хвостовой плавник в форме полумесяца, нижняя хвостовая лопасть почти равна по длине верхней. У основания хвостового плавника имеется как дорсальная, так и вентральная прекаудальная выемка. У края верхней лопасти хвостового плавника расположена вентральная зарубка. Мягкая кожа покрыта крошечными плакоидными чешуйками, образующими бархатистую поверхность. Каждая чешуйка несёт на себе три горизонтальных выступа, которые оканчиваются зубцом.

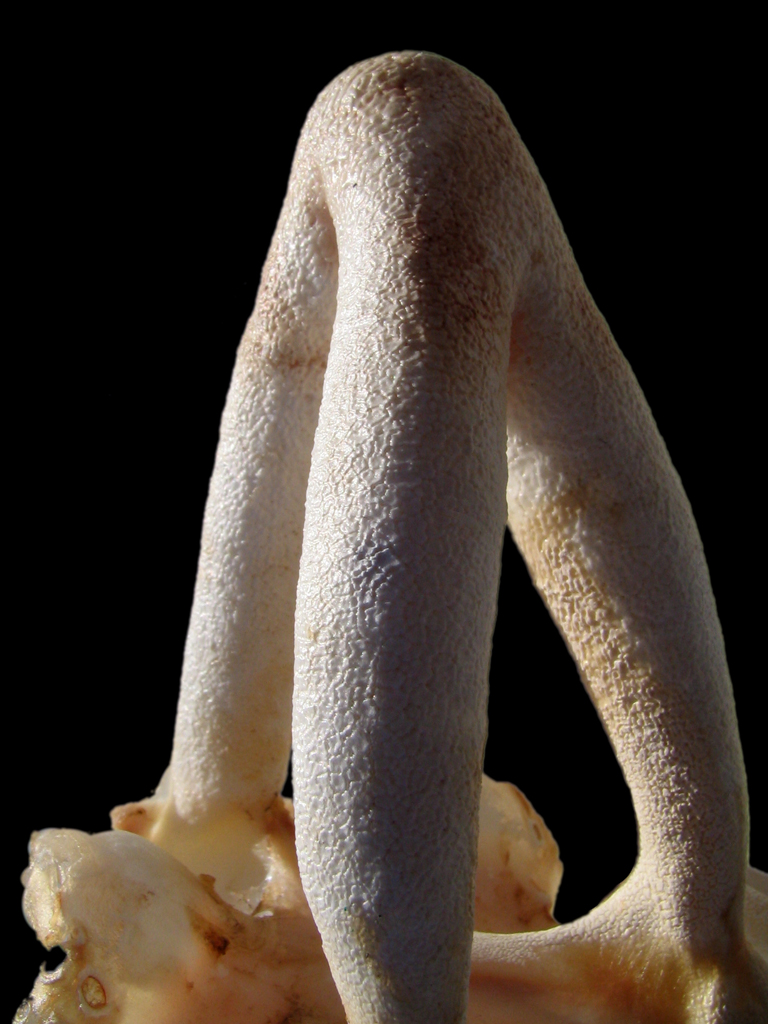
Ростральные хрящи, обеспечивающие жёсткость рылу атлантической сельдевой акулы

Спина серого или голубовато-серого (вплоть до чёрного) цвета, брюхо белое. Тёмный дорсолатеральный окрас распространяется на область грудных плавников. Свободный конец первого спинного плавника окрашен в серый или белый цвет, что является характерной особенностью данного вида. У экземпляров из Южного полушария нижняя сторона головы бывает тёмной, а брюхо — пятнистым. Атлантические сельдевые акулы достигают в длину 3 м, информация о более крупных особях (около 3,7 м) возможно ошибочна и относится к другим видам сельдевых акул. Средняя длина — 2,5 м. В Северной Атлантике самки крупнее самцов — максимальная зафиксированная длина от кончика рыла до развилки хвостового плавника составляет 2,5 м у самцов и 3 м у самок. Атлантические сельдевые акулы, обитающие в Южном полушарии, мельче; самки и самцы имеют приблизительно равные размеры, достигая 2,1 м и 2 м соответственно (от кончика рыла до развилки хвостового плавника). Вес большинства атлантических сельдевых акул не превышает 135 кг. Максимальный зафиксированный вес 230 кг (особь, пойманная в 1993 году у берегов Кейтнесса, Шотландия).

## Биология и экология
Быстрые и энергичные атлантические сельдевые акулы встречаются как группами, так и поодиночке. Их веретенообразное тело, узкий хвостовой стебель и хвостовой плавник в виде полумесяца прекрасно адаптированы для стремительного движения. По форме они напоминают тунцов, сарганов и прочих рыб, способных быстро плавать. У атлантических сельдевых акул и у лососёвых акул самое коренастое тело среди представителей семейства сельдевых акул (соотношение длины и толщины составляет около 4,5), поэтому их движения лишены гибкости: они двигают хвостом из стороны в сторону, тогда как тело почти не гнётся. Такой стиль плавания придаёт им поступательную силу наряду с высокой энергетической эффективностью в ущерб манёвренности. Обширная жаберная область обеспечивает внутренние ткани большим количеством кислорода. Кроме того, вдоль боков у них имеется короткая полоса аэробной «красной мускулатуры», которая с небольшими энергозатратами сокращается независимо от обычной «белой мускулатуры», благодаря чему повышается выносливость.
Атлантические сельдевые акулы принадлежат к немногочисленным видам рыб, способных демонстрировать игровое поведение. У берегов Корнуолла были сделаны наблюдения за тем, как эти акулы кувыркались и неоднократно поворачивались вокруг своей оси в зарослях длинных водорослей у поверхности воды. Возможно, таким способом акулы возбуждают сами себя, кормятся мелкими животными, живущими в водорослях, или пытаются избавиться от паразитов. Кроме того, наблюдали за тем, как атлантические сельдевые акулы преследовали друг друга, собравшись в стаю. Есть и сообщения о том, что они играют с разными предметами, плавающими в воде: подталкивают, трясут или покусывают куски пла́вника и рыболовные поплавки.
На атлантических сельдевых акул, вероятно, охотятся белые акулы и косатки. У берегов Аргентины была поймана небольшая особь со следами от укуса узкозубой или схожей с ней акулы, но неизвестно, было ли это охотой или проявлением агрессии. На этих акулах паразитируют ленточные черви Dinobothrium septaria и Hepatoxylon trichiuri и веслоногие ракообразные Dinemoura producta, Laminifera doello-juradoi и Pandarus floridanus. Уровень естественной годовой смертности невысок и в западной части Северной Атлантики составляет 10 % у неполовозрелых особей, 15 % у взрослых самцов и 20 % у взрослых самок.

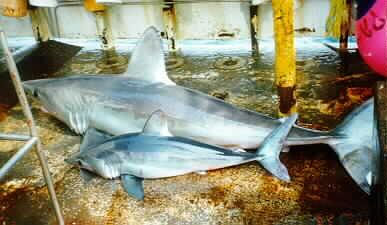
Взрослая и молодая особи

### Питание
Атлантические сельдевые акулы охотятся в основном на мелких и средних костистых рыб. В их рацион входят пелагические рыбы, такие как алепизавры, скумбрии, сардины, сельди и сайры, а также донные рыбы, например, треска, мерлуза, белокровные рыбы, солнечник, песчанки, пинагоры и камбалы. Головоногие, особенно кальмары, также являются важным источником пищи, тогда как небольшие акулы, такие как суповая акула или короткопёрая колючая акула редко становятся их добычей. Исследование содержимого желудка атлантических сельдевых акул показало, что они также питаются моллюсками, ракообразными, иглокожими и прочими беспозвоночными, которых могут проглотить случайно наряду с несъедобными предметами (мусор, перья и камни).
В западной части Северной Атлантики атлантические сельдевые акулы весной питаются в основном пелагическими рыбами и кальмарами, а осенью донными рыбами. Это связано с сезонными миграциями весной и осенью из глубоких вод на мелководье и обратно. Таким образом, этот вид являются легко приспосабливающимся хищником без особых предпочтений в рационе. Весной и летом в Кельтском море на внешнем крае Шотландского шельфа эти акулы собираются у сформированного приливами и отливами термального фронта, чтобы охотиться на рыбу, привлечённую большим скоплением зоопланктона. Во время охоты акулы ныряют с поверхности воды на дно и снова поднимаются через несколько часов. Возможно, вертикальные миграции помогают им ориентироваться по запаху. Одна годовалая атлантическая сельдевая акула длиной 1 м питалась крилем и полихетами.

### Жизненный цикл и размножение
Сроки репродуктивного цикла атлантических сельдевых акул необычны тем, что они схожи в обоих полушариях и не имеют полугодового сдвига. Это даёт основание предположить, что температура и продолжительность светового дня не оказывают существенного влияния на их репродукцию из-за особенностей эндотермической физиологии этих рыб. Спаривание происходит в основном с сентября по ноябрь. В ходе спаривания самцы кусают самок и удерживают их зубами за грудные плавники в жаберной области и за бока. В западной части Северной Атлантики известны два места, где спариваются атлантические сельдевые акулы — одно у Ньюфаундленда, а другое у в заливе Мэн. У взрослых самок имеется один функциональный яичник (правый) и два функциональных яйцевода. Вероятно, они приносят потомство каждый год. В помёте от 1 до 5 детёнышей, обычно 4. Беременность длится 8—9 месяцев.

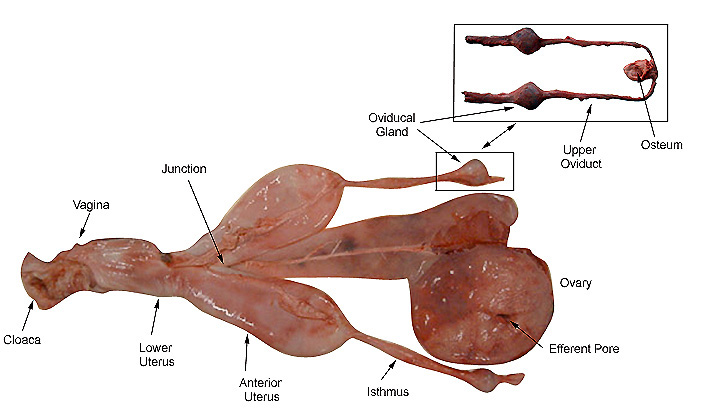
Репродуктивная система самок атлантической сельдевой акулы

Подобно прочим представителям своего семейства атлантические сельдевые акулы размножаются бесплацентарным живорождением с оофагией, то есть эмбрион питается в основном неоплодотворёнными яйцами. В первую половину беременности организм матери вырабатывает огромное количество таких яиц, заключённых в капсулу длиной до 7,5 см. Яйца поступают в яйцеводы. Эмбрион начинает питаться желточным мешком и вылупляется из собственной капсулы, достигнув длины 3,2—4,2 см. К этому времени у него уже хорошо сформированы внешние жабры и спиральный кишечный клапан. При длине зародыша 4,2—9,2 см желточный мешок опустевает, эмбрион утрачивает внешние жабры, но ещё не может питаться неоплодотворёнными яйцами, поскольку не в состоянии их вскрыть. У эмбриона длиной 10—12 см на нижней челюсти появляются два загнутых «клыка», а на верхней — два маленьких зубчика, с помощью которых он прокалывает яичные капсулы. Он начинает активно питаться желтком и у него сильно растягивается желудок: мышцы живота разделяются посередине, а кожа сильно растягивается.
При длине 20—21 эмбрион приобретает розовый окрас из-за недостатка пигментации, тёмными остаются только глаза. Голова и область жабр по бокам сильно увеличиваются и становятся студенистыми. Вес наполненного желтком желудка может составлять до 81 % от общего веса эмбриона длиной 30—42 см. Эмбрион темнеет, достигнув длины 34—38 см. К этому времени выработка яиц прекращается и источником питательных веществ становится накопленный в желудке желток. Кроме того, эмбрион продолжает доедать отложенные яйца, прокалывая и выпивая их содержимое, либо проглатывая целиком. Постепенно желудок перестаёт быть хранилищем энергии и уменьшается в размерах; эту функцию берёт на себя увеличившаяся печень. При длине 40 см эмбрион уже полностью пигментирован, а достигнув длины 58 см, становится внешне похож на новорождённую акулу. Брюшные мускулы сдвигаются вместе, образуя так называемый «пупочный шрам» или «шрам от желточного мешка» (оба термина неточны). На обеих челюстях появляются небольшие зубы, которые остаются плоскими и нефункциональными вплоть до родов.
Размер новорождённых колеблется между 60 и 75 см (в южной части Тихого океана 69—80 см), а вес не превышает 5 кг. Вес печени составляет до 10 % от общего веса, хотя в желудке ещё остаётся небольшое количество желтка, который поддерживает новорождённого до тех пор, пока он не научится питаться. Ежемесячный прирост составляет 7—8 см. Иногда один детёныш в помёте оказывается существенно меньше прочих, что не является аномалией. Такие «карлики» появляются на свет из-за присутствия в помёте доминантного, ближе расположенного к источнику пищи эмбриона, которому достаётся больше яиц, либо в результате того, что мать не в состоянии обеспечить прокорм всем зародышам. Роды происходят с апреля по сентябрь, в Северной Атлантике пик приходится на апрель и май, а в Южном полушарии на июнь и июль. В западной части Северной Атлантики новорождённые появляются на свет в Саргассовом море на глубине около 500 м.
До начала миграций самцы и самки растут примерно с одинаковой скоростью, хотя самки в целом достигают больших размеров и позже созревают. Первые четыре года жизни акулы прибавляют по 16—20 см ежегодно в обоих полушариях. Впоследствии акулы, обитающие в западной части Тихого океана (Южное полушарие), растут медленнее североатлантических сородичей. Самцы достигают половой зрелости при длине 1,6—1,8 м от кончика носа до развилки хвоста, что соответствует возрасту 6—11 лет, а самки 2—2,2 м и 12—18 лет соответственно. В Южном полушарии самцы созревают при длине 1,4—1,5 м, в возрасте 8—11 лет, а самки — 1,7—1,8 м и 15—18 лет соответственно. Максимальная зарегистрированная продолжительность жизни — 26 лет, была зафиксирована у акулы длиной 2,6 м. Теоретически продолжительность жизни атлантических сельдевых акул может быть не менее 30—40 лет в Атлантике и до 65 лет в Южном полушарии.

### Терморегуляция
Подобно прочим представителям своего семейства атлантические сельдевые акулы способны поддерживать повышенную по сравнению с окружающей средой температуру тела. Для этого служит Rete mirabile (с латыни переводится как «чудесная сеть»). Это плотный комплекс, состоящий из вен и артерий, пролегающих по бокам туловища. Он позволяет удерживать тепло за счёт противотока, подогревая холодную артериальную кровь венозной, разогретой работой мышц. Таким образом акулы поддерживает более высокую температуру некоторых частей тела, в частности, брюха. У атлантических сельдевых акул имеется несколько rete mirabile: орбитальная, согревающая глаза и мозг, латеральная кожная, имеющая доступ к плавательным мышцам, надпечёночная и почечная.

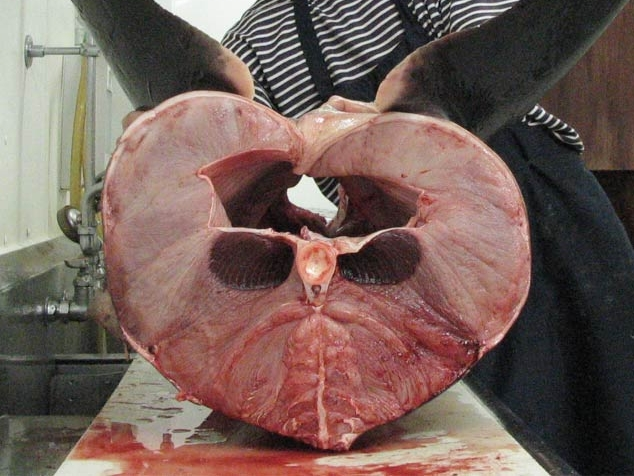
На поперечном срезе туловища атлантической сельдевой акулы видна масса красной мускулатуры

По способности повышать температуру тела атлантические сельдевые акулы уступают лишь лососёвым акулам. Их красная мускулатура, расположенная глубоко внутри тела, прикреплена к позвоночнику, а латеральная сеть состоит из более чем 4000 мелких артерий, собранных в сосудистые полосы. Внутренняя температура атлантических сельдевых акул может превышать температуру окружающей воды на 8—10 °C. Повышенная температура позволяет этим рыбам поддерживать высокую крейсерскую скорость, долго охотиться на большой глубине и заплывать зимой в высокие широты, где есть добыча, недоступная для прочих акул. Орбитальная rete mirabile повышает температуру мозга и глаз атлантических сельдевых акул на 3—6 °C и, скорее, служит для создания защиты этой чувствительной области от сильных перепадов температур, которые сопровождают глубоководные погружения; возможно, эта структура улучшает остроту зрения и скорость реакции.

## Взаимодействие с человеком
Хотя атлантические сельдевые акулы считаются потенциально опасными для человека, они крайне редко нападают на людей или лодки. В Международном списке нападений акул на человека зарегистрировано всего две атаки. В других записях упоминается о том, как «сельдевая акула укусила человека», однако атлантических сельдевых акул легко спутать с мако или белыми акулами. Была сделана видеозапись, на которой видно, как атлантическая сельдевая акула атакует водолаза, работающего на нефтяной платформе в Красном море и даже покусывает его, не нанося повреждений. Однако заметно, что она не охотится и её поведение, скорее, вызвано любопытством или оборонительной реакцией.

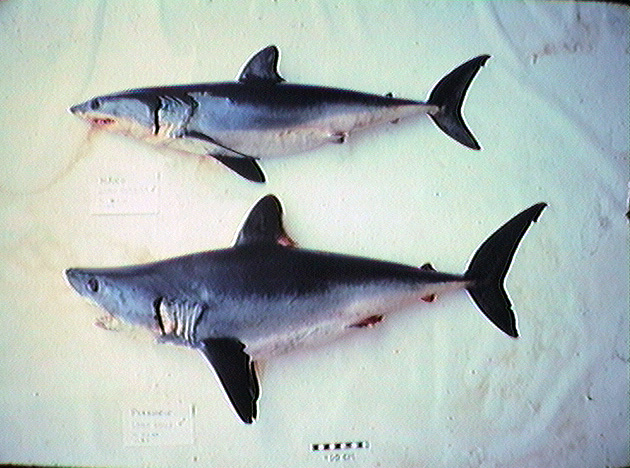
Акула мако (выше) и атлантическая сельдевая акула (ниже)

Одно время считалось, что атлантические сельдевые акулы наносят вред коммерческому рыбному промыслу, повреждая лёгкие рыболовные снасти, расставленные на мелкую добычу, и поедают рыбу, попавшуюся на крючки ярусов. Этот вид высоко ценится спортсменами-рыболовами в Ирландии, Великобритании и США. Будучи пойманными на крючок эти акулы активно сопротивляются, однако в отличие от акул-мако, они не выпрыгивают из воды. Новички часто путают атлантических сельдевых акул с акулами-мако.

### Коммерческий промысел
Атлантических сельдевых акул ценят за мясо и плавники, поэтому в течение длительного времени ведётся интенсивный промысел этого вида. Мясо поступает в продажу в свежем, замороженном и солёно-вяленом виде. В 1997—1998 годах оптовая цена на мясо этих акул составляла 5—7 € за килограмм, в 4 раза превышая цену на мясо синей акулы. В Европе оно пользуется высоким спросом, США и Япония также являются импортёрами. Плавники поставляют в Юго-Восточную Азию, где из них готовят суп. Остатки туши утилизируют для производства кожи, жира и рыбной муки. Международная торговля мясом атлантических сельдевых акул имеет значительный размах, но точные данные отсутствуют, поскольку в обороте могут участвовать продукты, выработанные из нескольких видов акул. Атлантических сельдевых акул добывают в основном с помощью ярусов, а также жаберных сетей, дрифтерных сетей и тралов. Мясо этих акул ценится настолько высоко, что их сохраняют даже при нецелевой добыче, когда они попадаются в качестве прилова. При отсутствии условий для хранения у них отрезают плавники, а тушу выбрасывают за борт.
Интенсивный промысел атлантических сельдевых акул начался в 30-е годы XX века, когда Норвегия и в меньшей степени Дания начали эксплуатировать в Северной Атлантике ярусные суда. В Норвегии ежегодный улов вырос с 279 тонн в 1926 году до 3884 тонн в 1933 году и достиг пика в 1947 году, составив 6000 тонн. После Второй мировой войны добыча возобновилась. Вскоре численность акул стала стремительно падать: в Норвегии ежегодный улов неуклонно снижался с 1200—1900 тонн с 1953 по 1960 год до 160—300 тонн в начале 70-х годов и до 10—40 тонн в конце 80-х и начале 90-х годов. Аналогично в Дании ежегодный улов упал с 1500 тонн в начале 50-х годов до менее 100 тонн в 90-х. В настоящее время многие европейские страны, в том числе Норвегия, Дания, Франция и Испания, продолжают добывать атлантических сельдевых акул в восточной части Северной Атлантики. Франция и Испания начали целевой промысел этого вида в 70-х годах XX века. Французские рыбаки занимаются добычей в основном в Кельтском море и Бискайском заливе и наблюдают падение ежегодного улова с более 1000 тонн в 1979 году до 300—400 тонн в конце 90-х годов. Уровень добычи испанского рыболовного флота колеблется от незначительных показателей до улова свыше 4000 тонн в год, что отражает смещение промыслового усилия в исторически менее эксплуатируемые воды.
С тех пор как атлантические сельдевые акулы стали редко попадаться в восточной части Северной Атлантики в 60-х годах XX века, норвежский рыболовный флот переместился на запад — в воды Новой Англии и Ньюфаундленда. Спустя несколько лет к ним присоединились ярусные суда с Фарерских островов. Ежегодные норвежские уловы выросли с 1900 тонн в 1961 году до свыше 9000 тонн в 1965 году. Добытых акул экспортировали в Италию, где их мясо (итал. smergliosmerglio) пользуется большой популярностью. Всего через 6 лет численность акул снова стремительно уменьшилась: к 1970 годам Норвегия добывала менее 1000 тонн в год, фарерские рыбаки наблюдали ту же тенденцию. После исчезновения акул многие промысловые компании переключились на другие виды рыб. В последующие 25 лет популяция акул постепенно восстанавливалась и вернулась к 30 % от уровня, наблюдавшегося до начала лова. В 1995 году Канада установила эксклюзивную экономическую зону и стала основным добытчиком атлантических сельдевых акул в регионе. Между 1994 и 1998 годами канадский рыболовный флот добывал по 1000—2000 тонн в год, что привело к сокращению популяции до 11—17 % от уровня до начала промысла. Жёсткое регулирование и существенное уменьшение квот на вылов в 2000 году постепенно замедляет темпы снижения численности, однако, для её восстановления потребуются десятилетия из-за низкой плодовитости этих акул. Есть свидетельства того, что искусственный отбор, произведённый промыслом, привёл к ответному компенсаторному росту, то есть к ускоренному росту и созреванию акул.
В Южном полушарии учёт коммерческого промысла атлантических сельдевых акул не ведётся. Большое количество акул случайно попадается при пелагическом ярусном промысле более ценных видов, таких как рыба-меч, австралийский тунец (Thunnus maccoyii) и патагонского клыкача рыболовными судами Японии, Уругвая, Аргентины, ЮАР и Новой Зеландии. Добыча атлантических сельдевых акул уругвайским тунцеловным ярусным флотом достигла пика в 1984 году и составила 150 тонн. Оценка улова на промысловое усилие показала 90-процентное снижение добычи с 1988 по 1998 года, хотя неизвестно, отражает она реальное снижение численности популяции или изменения особенностей промысла. Новая Зеландия сообщала о ежегодных уловах 150—300 тонн с 1998 по 2003 год, большую часть которых составляли неполовозрелые особи.

### Меры по сохранению вида
Быстрый коллапс численности атлантических сельдевых акул в обеих частях Северной Атлантики является типичным примером бума и краха большинства акульих промыслов. Такие факторы, как небольшой помёт, долгое созревание и поимка особей разного возраста, делают этих акул крайне чувствительными к перелову. Международный союз охраны природы присвоил этому виду глобальный охранный статус «Уязвимый», популяции западной части Северной Атлантики — «Вымирающие виды» и «Виды на грани исчезновения» популяциями восточной части Северной Атлантики и Средиземного моря.
Атлантические сельдевые акулы внесены в Приложение I к Конвенции ООН по морскому праву и в Приложение I Боннской конвенции. В Канаде, США, Бразилии, Австралии и странах Европейского союза запрещено отрезать у атлантических сельдевых акул плавники, не используя тушу.
В Южном полушарии действует единственное ограничение — введённая в 2004 квота на промысел атлантических сельдевых акул в размере 249 тонн в год. В восточной части Северной Атлантики добыча никогда не ограничивалась, несмотря на исторически подтверждённое снижение численности популяции. С 1985 года рыболовный флот Норвегии и Фарерских островов получил квоту на ежегодный вылов в водах стран Европейского союза в размере 200 и 125 тонн соответственно. Хотя эти квоты меньше первоначально установленных в 1982 году (500 тонн для Норвегии и 300 для Фарерских островов), они все ещё превышают ежегодный совокупный улов атлантических сельдевых акул в этом регионе и, следовательно, не имеют практического эффекта.
В Средиземном море атлантические сельдевые акулы находятся на грани исчезновения, с середины XX века численность популяции сократилась на 99,99 %. Их ареал сократился до вод, омывающих Апеннинский полуостров, где расположены природные питомники. За последние два десятилетия не более нескольких дюжин особей, упомянутых в научных отчётах, попались в качестве прилова в сети, расставленные на меч-рыбу, и на удочки спортсменов-рыболовов.
Популяция атлантических сельдевых акул, обитающая в западной части Северной Атлантики, имеет больше перспектив по сравнению со своими восточными сородичами. В канадских водах с 1995 года их промысел регулируется, установлена ежегодная квота в 1500 тонн, ограничены время лова, места и тип используемых снастей для коммерческого флота, также контролируется спортивное рыболовство. Разработана модель развития популяции, согласно которой ежегодная квота в 200—250 тонн позволит популяции расти, поэтому в 2002—2007 и были приняты такие ограничения. Территория природных питомников у берегов Ньюфаундленда объявлена заповедной. В вода США квота составляет 95 тонн (обработанной продукции) ежегодно.